# Désiré Aerts
 (février 2010).
Si vous disposez d'ouvrages ou d'articles de référence ou si vous connaissez des sites web de qualité traitant du thème abordé ici, merci de compléter l'article en donnant les références utiles à sa vérifiabilité et en les liant à la section « Notes et références ».
Désiré Aerts, mieux connu au Québec sous son nom de scène d'oncle Pierre (Sclessin (Belgique), 30 juillet 1924 - 1er septembre 1997), était un vétérinaire zoologiste et acteur québécois d'origine belge.

## Biographie

### Les débuts
Dès son jeune âge, Désiré Aerts était reconnu pour son érudition et sa culture. Polyglotte, il parlait 10 langues, dont le français, le wallon, le flamand, l'allemand, l'anglais, l'italien, l'espagnol, le portugais, le swahili et l'arabe. Il était également un pilote d'avion chevronné, pratiquait la plongée sous-marine, le parachutisme et la photographie. Il s'adonnait également à la peinture, à la sculpture et à la gravure. Il avait une passion pour l'opéra, le théâtre et la musique classique. Dans sa jeunesse, ses parents l'avaient encouragé à prendre des cours de chant et d'orgue. En plus de la zoologie, il était fasciné par l'histoire, en particulier la période de la Renaissance sous le règne de François Ier.
La famille d'Aerts était établie en Belgique. Son père travaillait pour une importante entreprise métallurgique spécialisée dans le cuivre, tandis que sa mère possédait un atelier de couture de mode à leur domicile, où elle employait trois jeunes femmes.
Lorsque la guerre éclata en 1939, Désiré Aerts et 17 de ses compagnons, terrifiés par les récits de leurs aînés sur les Allemands, quittèrent la Belgique pour entreprendre un exode périlleux qui les conduisit jusqu'à Alger. Traversant la France, ils furent faits prisonniers en Espagne pendant la guerre civile et réussirent à s'évader d'un camp de concentration où ils subissaient des brutalités. Par la suite, ils voyagèrent à travers le Portugal et les rescapés traversèrent le détroit de Gibraltar pour enfin arriver en Algérie, où l'armée américaine avait établi une base militaire. Tout au long de leur périple, ils effectuèrent de petits travaux pour subsister, et il leur arriva parfois, sur la route, de devoir voler une poule à un habitant pour se nourrir. Pendant son séjour dans ces différents pays, Désiré Aerts apprit l'espagnol, le portugais, l'arabe et l'anglais.
En 1943, après un exil de 3 ans et demi, il s'enrôla dans l'armée américaine stationnée à Alger, rejoignant le bataillon des Étrangers, sous les ordres du général Patton.
Pour sa première bataille en juillet 1943, il participa au débarquement en Sicile. Par la suite, son bataillon fut envoyé au Mont Cassin, et il prit part également à la bataille du pont de Remagen. Il continua ainsi jusqu'à la fin de la guerre en 1945. Une blessure à l'abdomen causée par un éclat d'obus lui valut un séjour de 3 mois dans un hôpital en Angleterre. À ce sujet, il aimait plaisanter en disant qu'il se mettait à bêler lorsqu'il sortit, car le menu était toujours composé de mouton, de carottes et de petits pois.
De 1946 à 1947, il effectua son service militaire belge et poursuivit ses études pré-universitaires.
De 1948 à 1957, il étudia les sciences et l'histoire à l'université de Liège, puis s'inscrivit à l'école vétérinaire de Maisons-Alfort, une faculté de la Sorbonne à Paris. Pour financer ses études, il travailla comme assistant-croupier au casino de Monte-Carlo et accepta divers petits boulots qu'il partageait avec Charles Aznavour et Pierre Roche. Il effectua des stages en médecine vétérinaire et se spécialisa en zoologie à Paris, ainsi qu'un stage de 3 mois au zoo de Hambourg. Il accepta ensuite un contrat de 2 ans et demi en Afrique pour capturer des animaux vivants et étudier la faune tropicale et l'écologie de la région. Il réalisa également un stage de trois mois en comportement animal en Autriche, chez Konrad Lorenz, éthologiste et lauréat du prix Nobel.

### Arrivée au Québec
C'est en mai 1957 que Désiré Aerts débarqua au Québec, à la suite d'une invitation de M. Robillard, directeur des Parcs de la Ville de Montréal, qu'il avait rencontré en France. Dès son arrivée, il fut engagé comme vétérinaire à la Clinique Jasmin & Jasmin de Montréal, poste qu'il occupa jusqu'en 1959.
De 1959 à 1972, il assuma le rôle de directeur et conservateur du Jardin zoologique de Montréal, qui comprenait le Jardin des merveilles du parc Lafontaine et les quartiers d'hiver du parc Angrignon. Lors de l'Expo 67, il était responsable de tous les animaux répartis sur les sites et dans les pavillons en tant que responsable faunique et biologique (mammifères, oiseaux, poissons). En collaboration avec Pierre Bourque, il fut à l'origine de la volière « Avifaune » située dans la Biosphère, l'ancien pavillon des États-Unis lors de l'Expo 67, qui attira de nombreux visiteurs jusqu'à ce qu'un incendie fasse fondre la couverture en plexiglas (seule l'armature a survécu à l'incendie).
Désiré Aerts considérait comme une priorité de maintenir ses connaissances à jour dans tous les domaines scientifiques (faune, flore, entomologie, ornithologie, écologie, aquariologie, paléontologie, minéralogie, astronomie, etc.). À la fin des années soixante, il participa à un voyage d'étude de huit mois en Amazonie avec d'autres scientifiques, plus précisément à Mato Grosso chez les Jivaros du Brésil, où il étudia la faune tropicale (reptiles, mammifères, oiseaux, poissons), l'écologie, les écosystèmes et les biotopes. Tout au long de sa vie, il dévora une quantité incroyable de revues et de livres scientifiques.
Parallèlement, de 1957 à 1997, il exerça en tant que vétérinaire zoologiste, consultant, conseiller technique et chercheur biologique. Il était également vulgarisateur scientifique à la télévision et à la radio, ainsi que comédien. Il a animé et/ou produit plus de 5 200 heures de séries télévisées, animé ou coanimé 839 heures de programmes radio, et comptait 2 198 heures de présence sur scène en tant que conférencier. Tous ceux qui l'ont connu s'accordent à dire qu'il était un excellent communicateur.
Dans les années 1950 et 1960, il s'est produit dans divers cabarets à Montréal et dans d'autres provinces, ainsi que dans des salles de spectacle, notamment avec des troupes telles que celle de Jean Grimaldi, du Capitaine Bonhomme (Michel Noël) et celle qu'il a formée avec Midas (Roger Giguère).
Entre 1974 et 1975, il a travaillé au ministère de l'Éducation du Québec, à la Direction générale de l'éducation aux adultes. Il y a occupé le poste de coordonnateur et personne-ressource, responsable de l'évaluation et de l'interprétation des programmes locaux et étrangers, ainsi que des liens entre le ministère et les écoles anglophones de la province.
De 1973 à 1991, en tant que copropriétaire avec Michel Noël, il a créé, développé et animé le Village du Far-West de Saint-Césaire. Au cours d'une tournée, il a également été maître de piste dans un cirque, où il exécutait un numéro connu sous le nom de « Saut de la mort » (une sorte de saut en bungie). Il a été invité en tant qu'artiste-animateur à plusieurs festivals du Québec, aux célébrations de centenaires de différentes villes, au Salon international du livre de Québec, au Carnaval de Québec et à d'autres événements culturels. Il a présidé des campagnes de financement pour la fondation Mira, la Société protectrice des animaux et la fondation Rêves d'enfants. En collaboration avec la Maison Jean-Lapointe de Québec, il a produit une vidéo sur les drogues et les toxicomanies.
De 1992 à 1993, il a présidé et promu à trois reprises l'exposition « L'Art et la nature », mettant en avant des artistes spécialisés dans les représentations de la faune et de la flore. Il a également fait partie du jury chargé de sélectionner les œuvres des artistes pour l'exposition.

### Apport dans les domaines écologiques, faunique et politique de1959à1997
Dans toutes ses émissions de télévision, de radio et lors de ses conférences, il s'est employé à sensibiliser les gens à l'importance de l'écologie et à la préservation des écosystèmes et des biotopes. Le gouvernement québécois l'a même engagé pour réaliser des relevés biologiques dans la réserve de Manouane. Il a également initié des campagnes visant à interdire la vente de poussins et de lapereaux pendant les fêtes de Pâques.
Lors d'une émission en direct, il a pris la défense des Québécois et Canadiens face à la polémique entourant l'abattage des phoques lors d'une visite de Brigitte Bardot. Il a encouragé les villes et les gouvernements à légiférer sur la vente d'animaux exotiques tels que les fauves et les singes, ainsi qu'à réglementer l'importation et l'introduction d'espèces non indigènes sur le territoire québécois. Il a vivement condamné les combats de chiens et de coqs, entre autres.
Tout au long de sa vie, il s'est indigné face aux mauvais traitements infligés aux animaux d'élevage et à d'autres animaux. Il n'hésitait pas à dénoncer ces actes lors de ses émissions de télévision ou de radio, qu'il s'agisse de l'abandon des chats et des chiens lors de déménagements ou des chiens enchaînés 24 heures sur 24. Il militait en faveur de la stérilisation des chats et des chiens.
Lors d'une grève des cols bleus de Montréal, il a bravé les menaces des grévistes pour nourrir les animaux sous sa responsabilité. Lors d'une autre grève, il a vivement critiqué les grévistes qui ont contraint les autorités de l'Aquarium de Montréal à abattre les dauphins, qualifiant cette décision de « barbare ».
Il a été engagé comme consultant par le zoo de Granby, le Jardin zoologique du Québec, les Sentiers de la nature de Saint-Félicien, Saint-Édouard-de-Maskinongé, le zoo de Toronto et le Jardin des enfants de New York.
Il a créé et aménagé un sanctuaire d'oiseaux sur les îles du site d'Expo 67. Il s'est fermement opposé à la prolifération des goélands qu'il comparait à des « rats volants ».
A la télévision et à la radio, il a vigoureusement défendu la préservation et la rénovation des installations du Jardin zoologique du Québec et de l'Aquarium de Québec, soulignant leur importance en tant que lieux d'apprentissage pour les jeunes et attractions touristiques.

### Son apport au domaine touristique de1959à1997
Il a généreusement promu tous les jardins zoologiques du Québec, le Jardin botanique de Montréal, l'Insectarium de Montréal et le Biodôme de Montréal, sans rien demander en retour. Il a également fait la promotion des sites touristiques et culturels de Montréal et de sa région, ainsi que de ceux de Québec et de sa région, tels que le cap Tourmente, Val-Jalbert et les chutes Sainte-Ursule. Il a soutenu les aquariums de Québec et de Montréal, ainsi que le planétarium de Montréal.
Il a même participé à des voyages organisés sur certains de ces sites, partageant ainsi son expérience et ses connaissances avec les participants.

## Filmographie
- 1959 : La Vie qui bat (série télévisée) : Animateur
- 1960 : Romper Room School (série télévisée) : Coanimateur et vulgarisateur scientifique
- 1963-1968 : Le Zoo du Capitaine Bonhomme (série télévisée) : Oncle Pierre
- 1968-1969 : Le Capitaine (série télévisée) : Oncle Pierre (à confirmer)
- 1967-1970 : La cabane à Midas (série télévisée) : Oncle Pierre
- 1970-1973 : Le cirque du Capitaine (série télévisée) : Oncle Pierre
- 1970-1972 : Chez le prof. Pierre (série télévisée) : animateur, recherchiste et vulgarisateur scientifique
- 1978 : Radio CHRS (série télévisée) : Animateur, informateur sur une ligne ouverte.
- 1979-1982 : Kaléidoscopes (série télévisée, 26 émissions) : Conception, animation, rédaction des textes et narration.
- 1979-1982 : Zoo de Granby (série télévisée, 13 émissions) : Conception, animation, rédaction des textes et narration.
- 1979-1982 : Jardin des merveilles (série télévisée, 13 émissions) : Conception, animation, rédaction des textes et narration.
- 1979-1982 : Aquarium de Montréal (série télévisée, 10 émissions) : Conception, animation, rédaction des textes et narration.
- 1979-1982 : Sentier de la nature, St-Félicien (série télévisée, 26 émissions) : Conception, animation, rédaction des textes et narration.
- 1979-1982 : Tour de ville, Clin d'œil (série télévisée) : Conception, animation, rédaction des textes et narration.
- 1979-1982 : Jouons ensemble (série télévisée, 117 émissions) : Conception, animation, rédaction des textes et narration.
- 1979-1982 : Les apprentis, La clé des champs (série télévisée) : Conception, animation, rédaction des textes et narration.
- 1984 : L'Heure de la bonne humeur (série télévisée)
- 1984 : Bonjour 7:30 (série télévisée)
- 1987 : Québec en parle
- 1991 : Rendez-vous avec l'Oncle Pierre (série télévisée) : Producteur, concepteur et animateur.
- 1997 : Animalerie (série télévisée) : Chroniqueur.

## Discographie

### Simples
| Année | Simple                                              | Étiquette    | Classement | Notes                                   |
| ----- | --------------------------------------------------- | ------------ | ---------- | --------------------------------------- |
| 1972  | Des noix et des oranges – Historiettes pour enfants | Trans-Canada | —          | Simple de l'Oncle Pierre et Madame Irma |

### Collaborations et performances en tant qu'artiste invité
| Année | Album                                          | Collaborateur   | Notes                                                                                           |
| ----- | ---------------------------------------------- | --------------- | ----------------------------------------------------------------------------------------------- |
| 1968  | La cabane à Midas                              | Roger Giguère   | Trans-Canada TC, TCA-114; réédition Trans-Canada - Royal, TCR 1071                              |
| 1969  | La cabane à Midas – L'enlèvement de Midassette | Roger Giguère   | Trans-Canada Maximum, TCM 945                                                                   |
| 1969  | Noël à la cabane à Midas                       | Roger Giguère   | Trans-Canada, TCR-1079                                                                          |
| 1970  | Chez le prof. Pierre                           | Roger Giguère   | (Top 50) Avec le prof. Pierre, Midas, Ephrem, Jim la Varloppe et Fafo (Trans-Canada, TCM 974)   |
| 1981  | Michel Noël et le Capitaine Bonhomme           | Michel Noël     | Désiré Aerts interprète le rôle de Méphisto dans le conte Pizzhaïti pour Mars. (Visa, VI-81001) |
| 1977  | Pour les enfants - Volume 1                    | Artistes variés | Participation de l'Oncle Pierre (Pantin, PTN 11907, Compilation)                                |
| 1977  | Pour les enfants - Volume 2                    | Artistes variés | Participation de l'Oncle Pierre (Pantin, PTN 11910, Compilation)                                |

Voir également les discographies de Michel Noël, Roger Giguère et La cabane à Midas